# Rund um die Hainleite 1953
Rund um die Hainleite 1953 war die 39. Austragung des seit 1907 ausgefahrenen deutschen Straßenradrennens. Es fand am 14. Mai mit Start und Ziel in Erfurt statt.

## Rennverlauf
Die BSG Post Erfurt war wieder Organisator des Eintagesrennens von und nach Erfurt. Zum ersten Mal nach dem Ende des Zweiten Weltkriegs war das Hainleiterennen wieder eine gesamtdeutsche Sportveranstaltung. Start und Ziel des Rennens war der Mao-Tse-Tung-Ring in Erfurt. Insgesamt stellten sich mehr als 400 Radrennfahrer verschiedener Altersklassen dem Starter. Darunter waren Fahrer aus Schweinfurt, Stuttgart und aus West-Berlin. Die Fahrer der Leistungsklasse III erhielten 12 Minuten Vorgabe, die Leistungsklasse II sieben Minuten. Die Strecke war 234 Kilometer lang. Nach 150 Kilometern waren bei Mühlhausen noch einige Vorgabefahrer an der Spitze. Im Anstieg zum Kyffhäuser ergriff der Schweinfurter Edi Ziegler die Initiative. Nur Oscar Zeissner (ebenfalls aus Schweinfurt) sowie Werner Malitz und Horst Rauschenberger konnten bei Ziegler bleiben. Malitz und Rauschenberger konnten noch im Anstieg nicht mehr folgen, Zeissner schied nach einer Verletzung aus. Aus der Hauptgruppe fuhr Detlef Zabel allein zu Ziegler auf. Beide erreichten hinter Bad Langensalza die Spitzengruppe aus den verbliebenen Fahrern der Leistungsklasse II und setzten sich von ihnen ab. Den Endsprint gewann Ziegler deutlich.
|     | Fahrer        | Verein/Ort                 | Zeit (h)       |
| --- | ------------- | -------------------------- | -------------- |
| 01. | Edi Ziegler   | RV Schweinfurt 1889        | 6:25:09        |
| 02. | Detlef Zabel  | SC Rotation Leipzig        | + 0:30 Minuten |
| 03. | Heinz Neumann | SC Rotation Leipzig        | + 0:30 Minuten |
| 04. | Rudi Pietsch  | Freiberg                   | + 0:30 Minuten |
| 05. | Horst Gaede   | BSG Aufbau Börde Magdeburg | + 0:30 Minuten |
| 06. | Elstermann    | Berlin                     | + 0:30 Minuten |